# Abraham Teerlink
Abraham Teerlink (gedoopt Dordrecht, 5 november 1776 - Rome, 26 mei 1857) was een Nederlands kunstschilder en tekenaar. Hij begon met het kopiëren van werken van bekende meesters, maar ontwikkelde zich als een landschapsschilder, met eigen composities van landschappen, vaak met vee.
Teerlink was van 2 oktober 1805 tot 15 september 1807 werkend lid van Teekengenootschap Pictura in Dordrecht. Hij won in 1807 een Prix de Rome en kon met het bijbehorende stipendium in 1808 als "kweekling" van koning Lodewijk Napoleon naar Parijs en Italië. Teerlink verbleef anderhalf jaar in Parijs waar hij onder supervisie van Jacques-Louis David schilderijen in het Louvre bestudeerde en kopieerde, samen met zijn Dordtse vriend Leendert de Koningh. In 1809 vertrok hij naar Rome waar hij zich vanaf 1810 definitief zou vestigen. Naast schilder en kunsthandelaar was Teerlink in Rome ook professor in de beeldende kunsten. In het buitenland heeft hij zich ook beziggehouden met Franstalige poëzie.
Teerlink trouwde in 1836 met de kunstenares Anna Muschi. Hij keerde nooit naar Nederland terug, hoewel hij werken bleef inzenden voor tentoonstellingen in Nederland, waar hij veel roem oogstte. Hij was lid van de Koninklijke Akademie van Beeldende Kunsten te Amsterdam. In 1839 werd Teerlink door koning Willem I benoemd tot Ridder in de Orde van de Nederlandse Leeuw. Teerlink overleed in 1857 in Rome.

## Werken

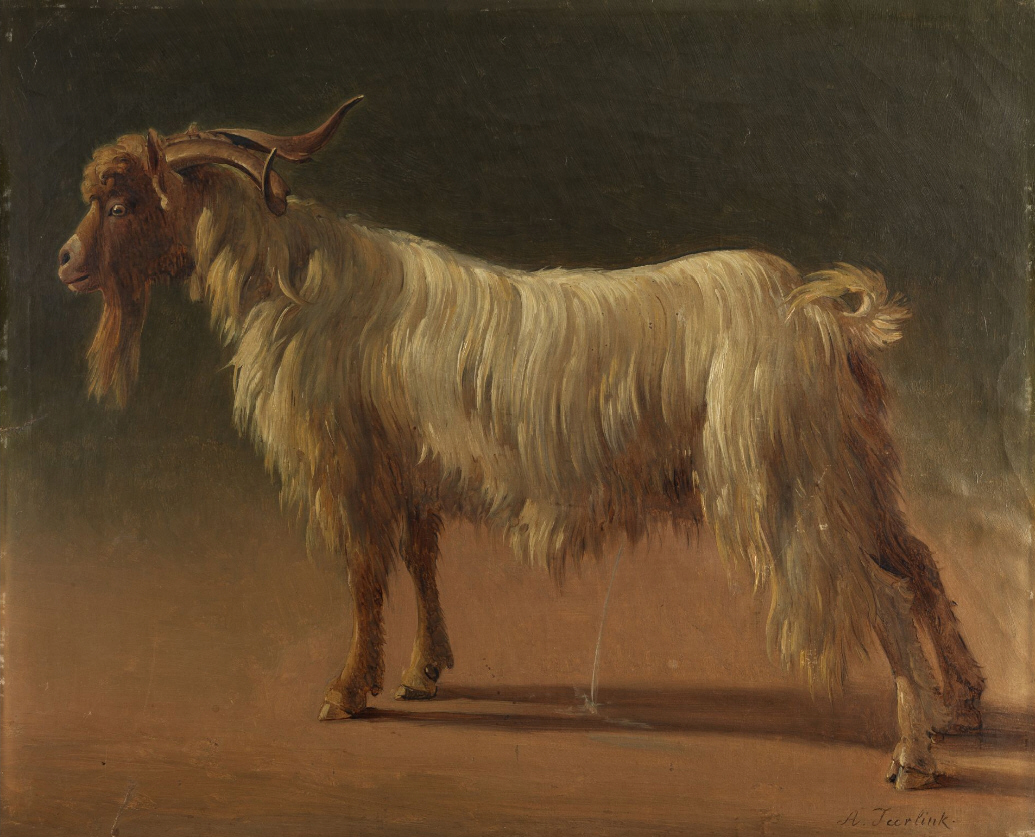
Urinerende ram. Olieverf op paneel, 34 x 42,5 cm.
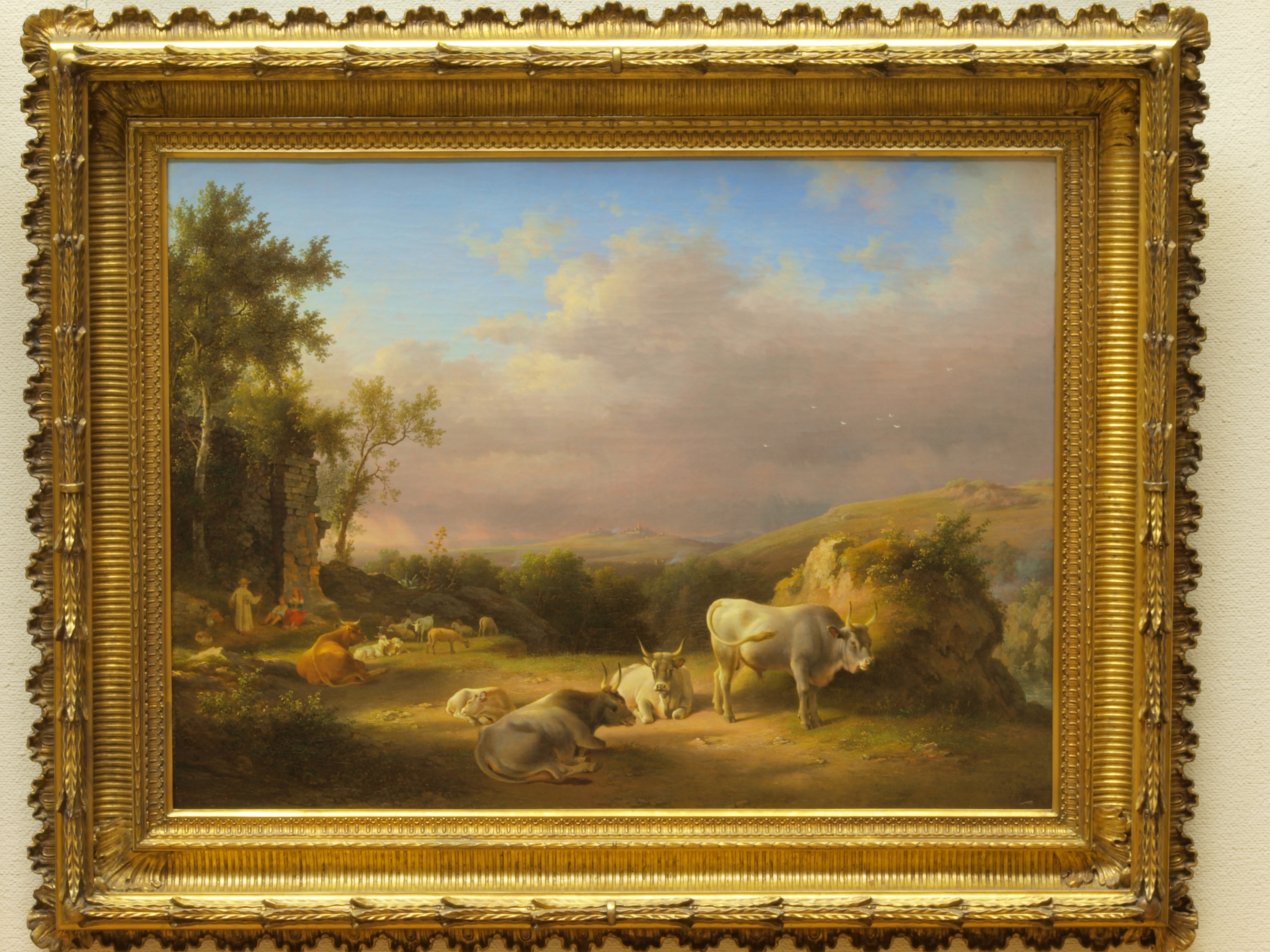
Landschap met vee in de Campagna, 1810. Olieverf op doek, 75 x 99,5 cm. Haarlem, Teylers Museum.

- Biografisch Portaal: 07057266
- Digitale Bibliotheek voor de Nederlandse Letteren: teer005
- Gemeinsame Normdatei: 117250716
- International Standard Name Identifier: 0000 0000 9993 3441
- Nederlandse Thesaurus van Auteursnamen: 070031738
- RKD-Nederlands Instituut voor Kunstgeschiedenis: 76691
- Union List of Artist Names: 500000299
- Virtual International Authority File: 72166355
- WorldCat: E39PBJvt9jJKGqHtYWjBmptdwC